# Hollywood Pictures
Hollywood Pictures è stata una casa di produzione cinematografica statunitense, divisione di The Walt Disney Company, che, come Touchstone Pictures e Miramax Films, ha prodotto film per un pubblico più maturo ed adulto di Walt Disney Pictures. Il suo primo film fu Aracnofobia (1990). Il film più remunerativo fu Il sesto senso, che incassò più di 200 milioni di dollari in Nordamerica.
Dopo un periodo di inattività iniziato nel 2001 la casa di produzione fu riattivata. Il primo film realizzato dopo la pausa fu Stay Alive, film dell'orrore del 2006, ed è andata in bancarotta nel 2008. L'ultimo film è stato Invisible.

## Produzioni

### Anni '90

#### 1990
- Aracnofobia (coproduzione con Amblin Entertainment)
- Filofax - Un'agenda che vale un tesoro

#### 1991
- Run
- Bella, bionda... e dice sempre sì
- La giustizia di un uomo
- Detective coi tacchi a spillo

#### 1992
- La mano sulla culla
- Mato Grosso (coproduzione con Cinergi Pictures)
- Tutta colpa del fattorino
- Linea diretta - Un'occasione unica
- Passed Away
- Il circolo della fortuna e della felicità
- Sarafina! Il profumo della libertà
- Una estranea fra noi
- Il mio amico scongelato
- Giochi d'adulti
- Il distinto gentiluomo

#### 1993
- Aspen - sci estremo
- Swing Kids - Giovani ribelli
- Nata ieri
- Patto di sangue
- Super Mario Bros. (coproduzione con Cinergi Pictures ed Allied Filmmakers)
- Per legittima accusa
- Mamma, ho trovato un fidanzato
- Famiglia in fuga
- Money for nothing
- Tombstone (coproduzione con Cinergi Pictures)

#### 1994
- Che aria tira lassù?
- Angie - Una donna tutta sola
- Marito a sorpresa
- Il colore della notte (coproduzione con Cinergi Pictures)
- Operazione Desert Storm
- Vacanze a modo nostro
- Quiz Show
- Terminal Velocity (coproduzione con Polygram Filmed Entertainment)
- Il terrore dalla sesta luna
- Santa Clause (coproduzione con Walt Disney Pictures)
- Detective Shame: indagine a rischio

#### 1995
- Scappa e vinci
- Promesse e compromessi
- Champions of the World
- Un adorabile testardo
- Il commediante
- Un amore tutto suo
- Giorni di fuoco
- Allarme rosso (coproduzione con Don Simpson e Jerry Bruckheimer)
- Dredd - La legge sono io (coproduzione con Cinergi Pictures)
- Pensieri pericolosi (coproduzione con Don Simpson e Jerry Bruckheimer)
- The tie that binds
- Eroi di tutti i giorni
- Dollari sporchi
- La lettera scarlatta (coproduzione con Cinergi Pictures)
- Powder
- Gli intrighi del potere (coproduzione con Cinergi Pictures)
- Goodbye Mr. Holland (coproduzione con Interscope Communications e PolyGram Filmed Entertainment)

#### 1996
- L'Albatross - Oltre la tempesta (coproduzione con Largo Entertainment)
- Prima e dopo (1996)
- Eddie - Un'allenatrice fuori di testa (coproduzione con PolyGram Filmed Entertainment ed Island World)
- Celtic Pride
- Spia e lascia spiare
- The rock (coproduzione con Don Simpson e Jerry Bruckheimer)
- Jack (coproduzione con American Zoetrope)
- La moglie di un uomo ricco
- Funny Money - Come fare i soldi senza lavorare
- Shadow Program - Programma segreto (coproduzione con Cinergi Pictures)
- Evita (coproduzione con Cinergi Pictures)

#### 1997
- Prefontaine
- L'ultimo contratto
- Chi pesca trova
- Soldato Jane (coproduzione con Caravan Pictures e Largo Entertainment)
- Washington Square - L'ereditiera
- Un lupo mannaro americano a Parigi

#### 1998
- Deep Rising - Presenze dal profondo (coproduzione con Cinergi Pictures)
- Hollywood brucia (coproduzione con Cinergi Pictures)
- Firelight
- Simon Birch

#### 1999
- La colazione dei campioni
- Il sesto senso (presentazione di una produzione Spyglass Entertainment)
- Mystery, Alaska

### Anni 2000

#### 2000
- Gun Shy - Un revolver in analisi (coproduzione con Fortis Films)
- Duets (coproduzione con Seven Arts Pictures e Beacon Pictures)

#### 2001
- I visitatori 3: L'ultimo guerriero (coproduzione e codistribuzione con Gaumont)

#### 2006
- Stay Alive (coproduzione con Spyglass Entertainment ed Endgame Entertainment)

#### 2007
- Paura primordiale (coproduzione con Pariah)
- Invisible (coproduzione con Spyglass Entertainment)